# Кекханс фон Геминген
Ханс/Кекханс фон Геминген цу Михелфелд (на немски: Hans der Kecke, Keckhans von Gemmingen; * 1431 в Хайлброн; † 28 септември 1487 в Гермерсхайм) е благородник от стария алемански рицарски род Геминген в Крайхгау в Баден-Вюртемберг в Михелфелд (днес в Ангелбахтал). Той основава „линията Геминген-Михелфелд“. Той е на служба на Курпфалц и взема в плен през битката при Зекенхайм/Секенхайм 1462 г. противниковия командир граф Улрих V фон Вюртемберг.
Той е вторият син (от 23 деца) на Еберхард Таубе († 1479) и съпругата му Барбара фон Найперг († 1486), дъщеря на Еберхард фон Найперг († 1450) и Магдалена фон Ментцинген. Внук е на Еберхард Млади фон Геминген († пр. 1426) и правнук на Герхард Стари фон Геминген (1360 – 1402). Потомък е на Дитер Млади фон Геминген († 1359).
Баща му разделя собствеността си между Ханс и брат му Еберхард фон Геминген († 1501). За другите му братя е предвидена религиозна кариера.
По заповед на курфюрст Фридрих I Победоносни той тръгва през 1460 г. с 1 000 мъже пред село Дьоренбах на род Лайнинен и го разрушава. През 1462 г. той купува дворец Вайлер от Симон фон Нойдек и Анна фон Гертинген.
Ханс участва в победоносната битка при Зекенхайм/Секенхайм на 30 юни 1462 г., в която участва с пет, а брат му с три коне. След това курфюрст Фридрих дава банкет за пленените князе и господари и своите смели рицари, така също и Ханс фон Геминген. След това някои от рода Геминген получават висши служби в империята.
През 1460 г. той купува от тъста си, Гьотц фон Нойенщайн, една шеста от Михелфелд за 300 гулден. През 1465 г. Ханс става „амтман“ в Гермерсхайм. През 1468 г. той купува още една трета от Михелфелд за 500 гулден. През 1471 г. Ханс ръководи артилерията на Пфалц.
Ханс умира на 56 години на 28 септември 1487 г. в Гермерсхайм и е погребан в тамошната манастирска църква „Св. Якобус“, където 1479 г. е погребана и съпругата му.

## Фамилия
Ханс/Кекханс фон Геминген цу Михелфелд се жени 1455 г. за Бригита фон Нойенщайн († 25 октомври 1479 в Гермерсхайм), дъщеря на Гьотц фон Нойенщайн и Елза фон Берлихинген.
Те имат 21 деца, от които порастват само десет, между тях:
- Георг (* 23 април 1458; † 15 март 1511), домхер във Вормс и Шпайер също генерал-викар на княжеското епископство Шпайер
- Ханс (* 1459), монах в манастир Хьордт при Гермерсхайм
- Енел (Анна) (1462 – сл. 1480)
- Орендел (* 1464; † 8 септември 1520 в Михелфелд), продължава линията Геминген-Михелфелд, той е фогт в Гермерсхайм и от 1499 г. кур-пфалцски камер-майстер, по-късно обер-амтман на Милтенберг, Таубербишофсхайм, Кюлсхайм, Бухен и Кьонигсхайм; женен I. на	5 юли 1491 1491 г. в Ебернбург за Катарина фон Зикинген († 16 декември 1493), II. 1498 г. в Хайделберг за Катарина фон Гумпенберг
- Елз (* 29 юни 1466; † 25 декември 1532 в Шпайер), монахиня, от 1504 г. до смъртта си приорин на манастир „Св. Магдалена“ в Шпайер
- Барбел (1467 – 1511), монахиня във Вормс
- Уриел фон Геминген (* 29 юни 1468, Михелфелд; † 9 февруари 1514, Майнц), курфюрст и архиепископ на Майнц (1508 – 1514) ерц-канцлер
- Ерфо (* 1469; † 24 ноември 1523, Шпайер), пропст в манастир „Св. Гуидо“ в Шпайер, от 1510 г. пропст в манастир Оденхайм и по-късно домпропст и архдякон в Шпайер